# ORG-26576
ORG-26576是一种有机化合物，分子式C11H12N2O2，最初由RespireRx公司（原称Cortex Pharmaceuticals公司）的科学家研发，后交由欧加农公司继续开发，能有效增强AMPA受体功能，促进脑源性神经营养因子释放。